# どんどん焼き
どんどん焼き（どんどんやき）は、水に溶いた小麦粉を主体とする日本の軽食のひとつであり、日本の鉄板焼き料理のひとつである。

## 概要
江戸時代後期に記録のある文字焼き（もんじゃ焼き）から派生し、大正時代から昭和10年代にかけて、東京を中心に流行した軽食である。作り方はどんどん焼きから派生して西日本で流行した説もある一銭洋食やそれを原型とする広島風お好み焼きと同じく「のせ焼き」が基本で、多様なスタイルの鉄板焼きが路上の屋台において提供された。
名称は、同商品を売る屋台が「どんどん」と太鼓を鳴らしていたことから、あるいは、作るそばから「どんどん」売れたことから名付けられたともいわれる。また、たいめいけんの茂出木雅章は「焼く際に上から木ベラでドンドン叩くから」と主張しており、当時を知るものの間でも意見が分かれ定説は一切不明。
サイズは現在のお好み焼きなどと比べると小さく、子供が小腹を満たす程度の大きさが主流であったようである。池田彌三郎の著作に「大きさで値段の違いがあって、牛てんの十銭のなどになると、真径〔ママ〕十センチはあって、たっぷりしていた」と記載されていることから考えて、通常のものは片手のひらに収まる程度の大きさであったと思われる。
1931年（昭和6年）頃、東京の屋台や縁日で「どんどん焼き」が評判になった。その後、昭和前期頃までは東京・下町界隈などでもよく見られた。作家・池波正太郎は少年時代に東京浅草在住で、どんどん焼きを実際に多く食べ、その思い出や商品内容を多くの著作に書いている。それら著作によると、当時の商品内容は現在のお好み焼きに近い物の他、食パンを三角形に切ったものへ卵を入れて溶いた小麦粉を塗って焼きウスターソースをかけた「パンカツ」、溶いた小麦粉を小判形にのばした上に牛・豚の生肉薄切りをのせて再度小麦粉を振り乾かないうちにパン粉をかけて両面を焼いた「カツレツ」、溶いた小麦粉を細長く伸ばして豆餅と餡をのせて巻き込んで焼き黒蜜をかける「おしる粉」など、今では余り見られなくなったメニューも多く存在した。子供のオヤツとしてだけでなく、酒の肴や惣菜として大人も買っていく事が多かったという。また必ずしも小麦粉を用いたというわけでなく、キャベツやジャガイモを炒めたものや焼きそば等も販売しており、どんどん焼きとは鉄板焼き料理全般を指す言葉でもあったようである。池波は自身で店番を買って出たりオリジナルメニューを考案するなど入れあげ、「将来どんどん焼き屋になろう」と本気で考えたが、周囲の反対で実現しなかった。
どんどん焼きは戦後廃れたが、東北地方の一部などにはローカルフードとして残っている。屋台で販売される例が多く、歩きながらの飲食に適したように棒に刺したり巻き付けたりして提供される。また浅草の老舗お好み焼き店「染太郎」では、「お染焼」という名称で戦前式の作り方のお好み焼きが販売されており、さらに「パンカツ」や「しゅうまい天」といった独特のメニューが現在も残されている。
太鼓焼き、今川焼きの別名としても使用される。

## 地域性

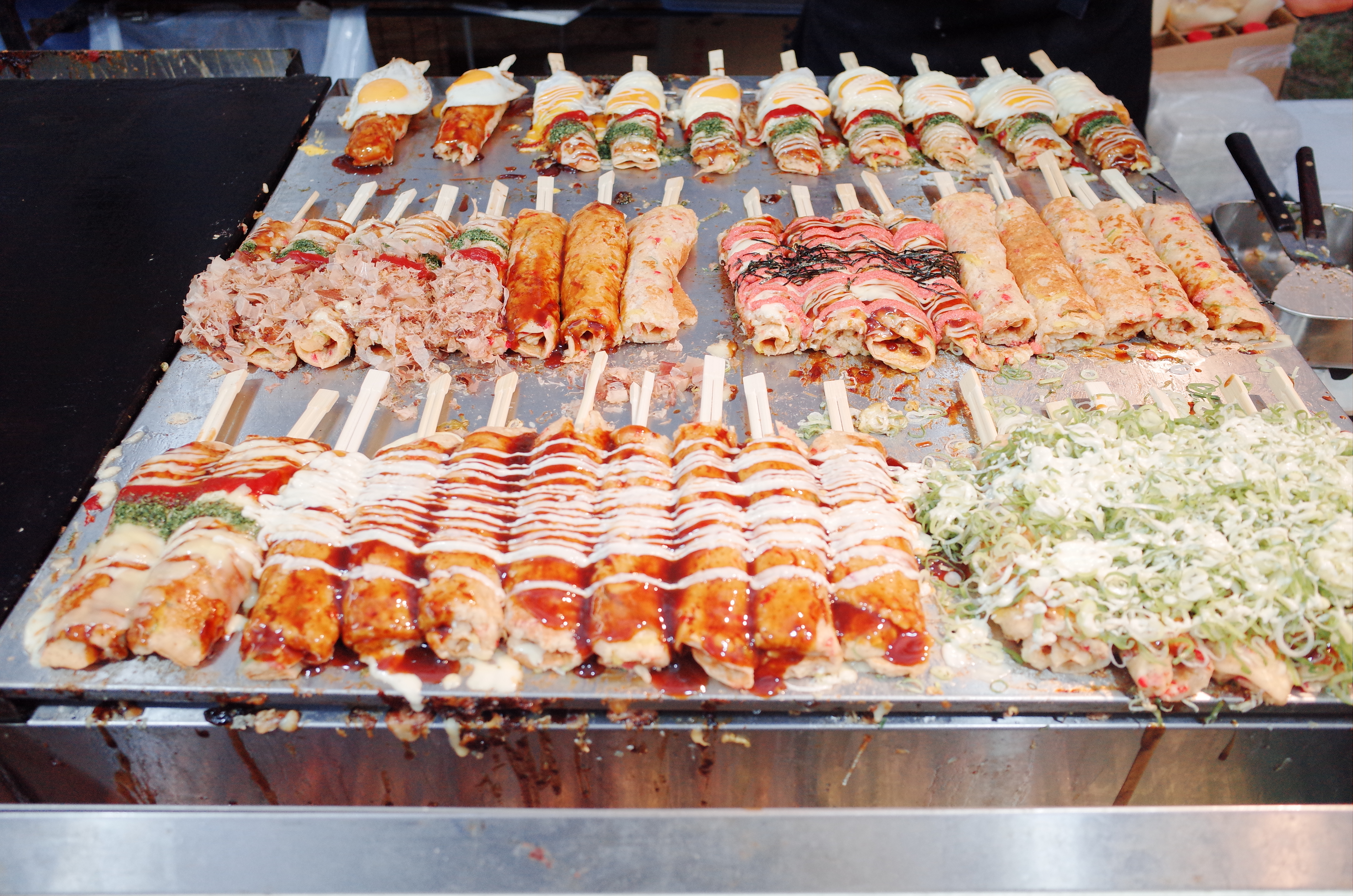
大阪のはしまき（2018年7月）

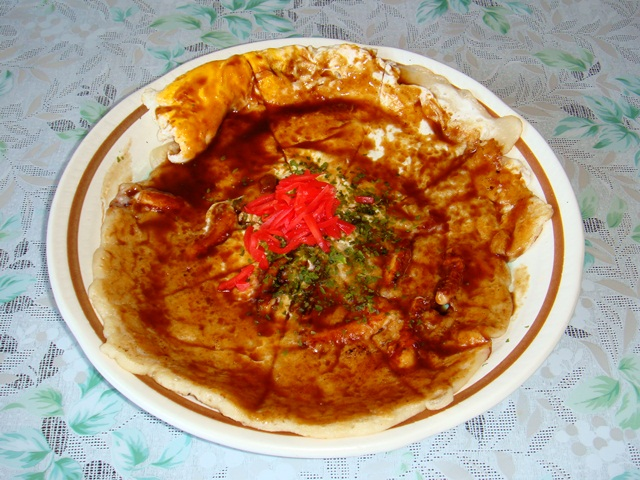
行田フライ（2011年9月）

円形で供されるものとして岩手県の「薄焼き」「どんどん焼き」があり、半月形で供されるものとして宮城県仙台市の「どんどん焼き」「お好み焼き」、富山県の「どんどん焼き」がある。割り箸に巻きつけて供されるものとして、山形県内陸部の「どんどん焼き」、宮城県仙台市の「くるくるお好み焼き」がある。なお、大阪府以西の「はしまき」は材料や割り箸に巻くなど類似点があるため、参考として一覧に含めた。うえやまとちの漫画『クッキングパパ』第11巻の「巻いて巻いてお好みバー」では、「お好みバー」との名称で「はしまき」が登場した。
| エリア       | 名称                    | 味付け          | 形状          |
| ------------ | ----------------------- | --------------- | ------------- |
| 岩手県       | どんどん焼き 薄焼き     | 醤油味          | 円盤状        |
| 仙台         | どんどん焼き お好み焼き | 醤油味          | 半月状        |
| 仙台         | くるくるお好み焼き      | 醤油味 ソース味 | ロール状      |
| 山形県内陸部 | どんどん焼き            | ソース味        | ロール状      |
| 埼玉県北部   | フライ                  | 醤油味 ソース味 | 円盤状 半月状 |
| 富山県       | どんどん焼き            | ソース味        | 半月状        |
| 大阪府以西   | はしまき                | ソース味        | ロール状      |

### 山形

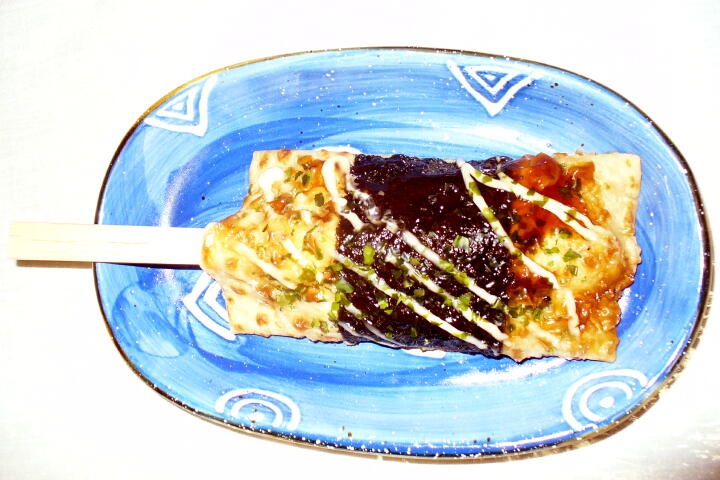
短冊状のどんどん焼き（山形県）

山形県内陸部のどんどん焼きは、東京で修行した大場亀吉が山形へ戻り、1938年（昭和13年）頃にリアカーで販売したのが始まりとされている。ソース味が一般的で、割り箸の周りに巻きつけて持ち運びやすくした所が最大の特徴である。最初はどんどん焼きを経木にのせて売っていたが、熱くて食べにくいために大場は1本の削った木の棒に巻き付けて売るようになった。しかし、後進たちにとっては技術的に難しかったため、2本の木の棒、あるいは割る前の割り箸に巻き付けるように変化したとされている。
作り方は、まず小麦粉を水で溶いた生地を角の取れた長方形から楕円形に薄く伸ばして焼き、海苔・青海苔・魚肉ソーセージなどを乗せる。焼き上がったところで、1本あるいは2本の割り箸にロール状または短冊状にくるくると巻き取り、ソースなどをハケでつけて完成となる。
山形市の霞城公園周辺において祭りやイベントの際によく出店されるが、営業地を特定せずにバイクで屋台を牽きながら山形市内を転々と巡っている者もいる。また、七日町商店街には常設の店があったが、現在は大野目のスーパーマーケット内に移転。なお、宮城県の祭りなどへ山形風どんどん焼きを積極的に出店している店もある。
最近は店舗によってチーズや餅入り、カレー味などさまざまなバリエーションのどんどん焼きが登場している。

### 仙台
仙台のどんどん焼きは、醤油味・ネギ入りで、持ち運び易いよう半月状をしている。「どんどん焼き」のほか、「お好み焼き」と称してどんどん焼きを出す店も見られる。また、後述するように「くるくるお好み焼き」も存在する。
作り方は、まず小麦粉を水で溶いた生地を「丸く」引き延ばして焼き、ネギ・天かす・干しエビ・紅しょうがなどを乗せ、それに醤油を塗って半分に折って出来上がりとなる。
お好み焼き専門店では、お好み焼きとは異なるものとしてメニューに加えている店がある他、国分町にはどんどん焼きを看板メニューにしている店もある。なお、店内飲食では、お好み焼きのように皿にのせて出される。

#### くるくるお好み焼き
山形のどんどん焼きに影響を受けたと考えられる「くるくるお好み焼き」がある。
作り方は、熱した鉄板上に小麦粉を水で溶いた生地（ゴマ入り）を「楕円形」に引き延ばし、紅しょうが、ふりかけ海苔、魚肉ソーセージの輪切りを並べて焼き、1本の木の棒に「ロール状」に巻きつける。これを醤油ダレが入った壺にさっとくぐらせ、もう一度焼くと出来上がりとなる。

#### その他
- 仙台市内のたい焼き屋では、たい焼きの型を用いたどんどん焼きも売られている[10]。

### 岩手

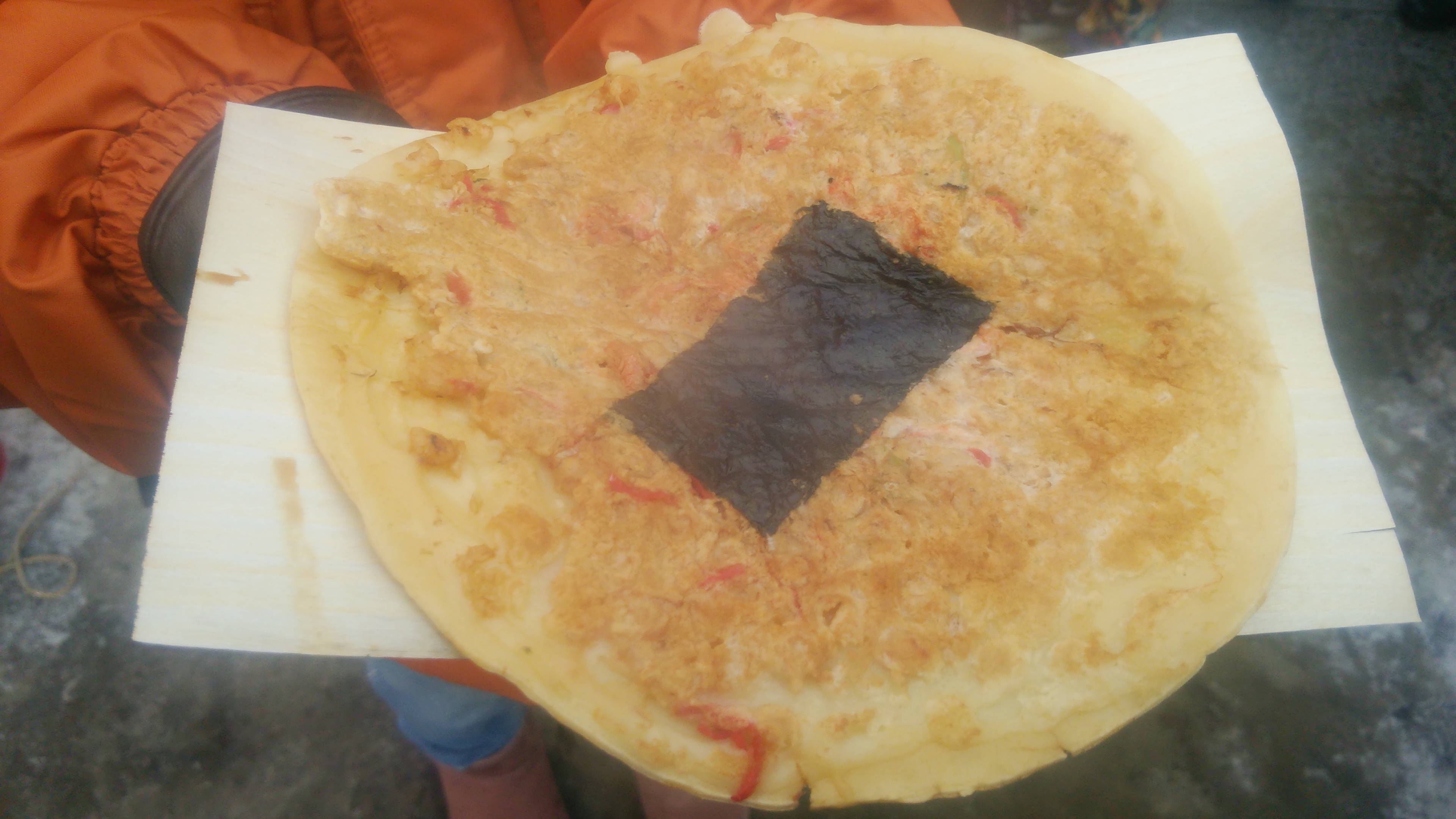
盛岡市八幡町　ささき商店のうす焼き（2015年1月）

「薄焼き」または「どんどん焼き」と呼ばれる。具が少なく、醤油味が基本であり、海苔をつけるため、食感・味は磯辺焼きに近い。ただし、ソースを選択できる店もある。
作り方は仙台のものに近いが、仙台のものよりかなり具が少なく、大きな海苔を一枚上に載せることが特徴。最後に半月に折ることもあるが、一般には円形のまま供される。屋台などでは経木に載せて提供されることが多い。
食材・調理法の点で、岩手で食される南部せんべいとの関連性が見られる。

### 埼玉
大正末期に北埼玉郡忍町（現在の行田市）で誕生したとされる。当初よりフライ焼きという名称で販売されていたが、材料、調理法、味などは当時東京で流行していたどんどん焼きそのものである。

### 富山
富山県のどんどん焼きは、ソース味が一般的で、箸を用いて食べることもある。調味料には刻み昆布やサクラエビや紅ショウガを入れ、青のりなどをかけて食べることがある。生地は円形に焼き、半分に折って食べる（どんどん焼きは薄くて安いイメージがある）。どんどん焼きは主に東京に近い県東部を中心に食べられている。東京から伝わったどんどん焼き、関西から伝わった洋食焼き、さらには戦後関西経由で広まったお好み焼きが、両文化の交わる富山で混同されている部分もある。